# Fredrik Malm
Carl Fredrik Malm, né le 2 mai 1977 à Stockholm, est un homme politique suédois membre des Libéraux. Il est depuis 2014 membre ordinaire du Parlement (auparavant remplaçant de ministre de 2006 à 2014), élu pour la circonscription de la commune de Stockholm.

## Biographie
Fredrik Malm grandit à Skarpnäck dans le sud-est de Stockholm. Son père est ingénieur de bâtiments et sa mère employée de banque. Après avoir fait des études aux universités d’Uppsala et de Stockholm il travaille comme éditorialiste et journaliste pour des publications diverses.
Lors du référendum sur l’adhésion à l’Union européenne en 1994, il milite tant que partisan de « oui ». Pendant les années 1997 à 1999, il est le président du district du Grand Stockholm de la Jeunesse libérale de la Suède (organisation de jeunesse des Libéraux). Au congrès tenu en 1999 il est élu membre du comité exécutif de l'organisation, dont il est le président de 2002 à 2006. Pendent ces quatre années il est également membre du conseil municipal de Stockholm. Depuis 2006 il est député parlementaire.
En 2010, Fredrik Malm devient le porte-parole chargé de la politique étrangère des Liberaux, position qu’il retient jusqu’à 2014, quand elle échoit à Birgitta Olsson, et avec laquelle il renoue en 2018. Le 1er septembre 2021, suivant un remaniement général du groupe parlementaire des Libéraux, il est annoncé que Fredrik Malm sera désormais porte-parole chargé de la politique enseignante.